# Opel Tigra TwinTop
Opel Tigra TwinTop er en coupé-cabriolet fra Opel, og samtidig den første Opel-model med stål-foldetag. Den blev bygget fra 2004 til 2009 og er baseret på samme platform som minibilen Opel Corsa.
Modellen fandtes med to benzinmotorer på 1,4 og 1,8 liter med 66 kW (90 hk) og 92 kW (125 hk) fra Opel selv, og med en dieselmotor på 1,3 liter med 69 hk fra Fiat.

## Tekniske specifikationer[1]
| Model        | Cylindre/ ventiler | Slagvolume cm³ | Max. effekt kW (hk) / omdr. | Max. drejningsmoment Nm / omdr. | Topfart km/t | Byggeår     |
| ------------ | ------------------ | -------------- | --------------------------- | ------------------------------- | ------------ | ----------- |
| 1.4 Twinport | 4 / 16             | 1364           | 66 (90) / 5600              | 125 / 4000                      | 180          | 2004 − 2009 |
| 1.8          | 4 / 16             | 1796           | 92 (125) / 6000             | 165 / 4600                      | 204          | 2004 − 2009 |
| 1.3 CDTI     | 4 / 16             | 1248           | 51 (69) / 4000              | 170 / 1750 − 2500               | 166          | 2004 − 2009 |

### Fodnote
1. ↑  Topfart for 1.4 Twinport med Easytronic: 178 km/t